# Pionosyllis uraga
Pionosyllis uraga är en ringmaskart som beskrevs av Imajima 1966. Pionosyllis uraga ingår i släktet Pionosyllis och familjen Syllidae. Inga underarter finns listade i Catalogue of Life.